# Campeonato Paraibano de Futebol Feminino de 2024
O Campeonato Paraibano de Futebol Feminino de 2024 foi a 13 ª edição do referido torneio de futebol envolvendo a elite do futebol feminino do estado da Paraíba, cuja organização e realização coube à Federação Paraibana de Futebol (FPF). O Conselho Técnico da competição foi realizado em 5 de setembro e contou com a presença de representantes da FPF e dos clubes participantes, no qual foi definido o formato de disputa, a tabela e as datas da competição, sendo acertado de ocorrer em 8 datas entre 16 de outubro e 15 de novembro de 2024.
A equipe do Mixto de João Pessoa, que disputou o campeonato como defensoras do título, assegurou o bicampeonato estadual, ao bater o Botafogo-PB na final, garantindo também um vaga para participação na Série A3 do Campeonato Brasileiro de Futebol Feminino de 2025, de organização da Confederação Brasileira de Futebol (CBF). Os canais da Rede Paraíba de Comunicação realizaram a cobertura do campeonato em seus meios de comunicação, tendo transmitido a final em TV aberta, pela primeira vez no estado.
Um total de onze clubes participaram do campeonato, cuja partida de estreia do Mixto ocorrida contra o Diamante entrou para a história do futebol paraibano ao observar a maior goleada já ocorrida no futebol estadual, quando as onças do Mixto superaram as rivais pelo placar de 30–0, tornando-se também, até então, a quarta maior goleada do futebol feminino a nível nacional na história.

## Regulamento
O Conselho Arbitral inicialmente convocado para 14 de agosto precisou ser adiado para o mês de setembro, tendo sido marcado para o dia 4 de setembro e posteriormente para 5 de setembro, onde foram definidas as equipes participantes, formato de disputa e sorteio dos grupos. O regulamento da competição foi semelhante ao do ano anterior e indicou que o certame seria disputado em três fases: primeira fase (fase classificatória), semifinal e final, sendo que na primeira fase, os clubes foram divididos em dois grupos, no qual cada equipe de um grupo enfrentou em partida de ida (turno único) as equipes do outro grupo, ao final da fase, os dois mais bem colocados de cada grupo avançaram para a fase semifinal e os demais foram eliminados, não havendo rebaixamento.
Na fase semifinal, as quatro equipes classificadas disputaram no seguinte modelo: 1.° e 2.º colocados do Grupo A se enfrentam em uma das semifinais, com o 1.° e o 2.º colocados do Grupo B disputando a outra semifinal, onde fizeram jogos somente de ida, com mando de campo para a equipe melhor qualificada dentro do grupo na fase anterior, sendo que as vencedoras dos confrontos das semifinais se classificaram para a final. Na fase final, as equipes vencedoras da fase anterior se enfrentaram também em jogo único com mando de campo para a equipe de melhor campanha somando todas as fases, em caso de empate a decisão do título seria através de cobranças de pênaltis.

### Critérios de classificação
A Federação Paraibana utiliza os critérios de classificação para a primeira fase na seguinte ordem:
1. pontos;
2. vitórias;
3. saldo de gols;
4. número de gols marcados;
5. menor número de cartões vermelhos recebidos;
6. menor número de cartões amarelos recebidos;
7. sorteio.

## Participantes
A Associação VF4, que se encontrava como atual vice-campeã do torneio declinou em sua participação no campeonato, assim como o Femar, sendo as únicas equipes que disputaram a edição anterior e não marcaram presença nessa edição, as demais quatro equipes se juntaram a outras sete participantes, perfazendo um total de onze equipes em busca do título. A Federação Paraibana junto com representantes de todos os clubes envolvidos definiram o formato do torneio e dividiram os clubes em dois grupos da seguinte forma:
| Grupo A | Botafogo-PB, Diamante, Fluminense-PB, Íbis-PB e Liga de Guarabira         |
| Grupo B | Desportiva Guarabira, Kashima, Marretinha, Mixto-PB, Serrano-PB e Spartax |

## Primeira Fase
Grupo A
| Pos | Equipe            | Pts | J | V | E | D | GP | GC | SG  | Classificação |
| --- | ----------------- | --- | - | - | - | - | -- | -- | --- | ------------- |
| 1   | Botafogo-PB       | 15  | 6 | 5 | 0 | 1 | 51 | 3  | +48 | Semifinal     |
| 2   | Fluminense-PB     | 7   | 6 | 2 | 1 | 3 | 12 | 12 | 0   | Semifinal     |
| 3   | Liga de Guarabira | 6   | 6 | 2 | 0 | 4 | 11 | 29 | −18 |               |
| 4   | Íbis-PB           | 3   | 6 | 1 | 0 | 5 | 4  | 32 | −28 |               |
| 5   | Diamante          | 0   | 6 | 0 | 0 | 6 | 0  | 78 | −78 |               |

Grupo B
| Pos | Equipe               | Pts | J | V | E | D | GP | GC | SG  | Classificação |
| --- | -------------------- | --- | - | - | - | - | -- | -- | --- | ------------- |
| 1   | Mixto-PB             | 15  | 5 | 5 | 0 | 0 | 48 | 0  | +48 | Semifinal     |
| 2   | Kashima              | 12  | 5 | 4 | 0 | 1 | 33 | 2  | +31 | Semifinal     |
| 3   | Serrano-PB           | 12  | 5 | 4 | 0 | 1 | 31 | 16 | +15 |               |
| 4   | Marretinha           | 10  | 5 | 3 | 1 | 1 | 23 | 8  | +15 |               |
| 5   | Desportiva Guarabira | 6   | 5 | 2 | 0 | 3 | 11 | 12 | −1  |               |
| 6   | Spartax              | 3   | 5 | 1 | 0 | 4 | 8  | 40 | −32 |               |

### Partidas
A tabela básica dos confrontos na primeira fase foi definida por meio de sorteio e divulgada pela Federação Paraibana em 27 de setembro, contendo as partidas das seis rodadas da primeira fase e no dia 9 de outubro uma segunda tabela foi divulgada pela Federação, mais detalhada, ela continha as datas, horários e locais dos jogos da primeira fase. O jogo de abertura do campeonato estava previsto para ser entre as atuais campeãs do Mixto-PB recebendo o Diamante, contudo a partida foi adiada para o dia seguinte, com a partida inaugural passando a ser o confronto entre Fluminense-PB e Kashima.
Primeira rodada
| 16 de outubro | 18:00 | Fluminense-PB | 0–3 | Kashima | CT Ivan Tomaz, João Pessoa |

| 17 de outubro | 15:00 | Mixto-PB | 30–0 | Diamante | Mangabeirão, João Pessoa |

| 17 de outubro | 15:00 | Spartax | 0–23 | Botafogo-PB | CT Ivan Tomaz, João Pessoa |

| 17 de outubro | 19:30 | Liga de Guarabira | 0–3 (W.O.) | Marretinha | Bezerrão, Bananeiras |

| 19 de outubro | 13:30 | Íbis-PB | 0–5 | Serrano-PB | Municipal, Caaporã |

Segunda rodada
| 19 de outubro | 15:00 | Desportiva Guarabira | 0–1 | Fluminense-PB | Benjamin Rosas, Araçagi |

| 20 de outubro | 15:00 | Diamante | 0–8 | Spartax | Moraizão, Santa Rita |

| 20 de outubro | 15:00 | Marretinha | 0–7 | Botafogo-PB | CT do VF4, João Pessoa |

| 20 de outubro | 15:00 | Kashima | 11–0 | Liga de Guarabira | Municipal, Cabedelo |

| 21 de outubro | 19:00 | Mixto-PB | 3–0 (W.O.) | Íbis-PB | CT Ivan Tomaz, João Pessoa |

Terceira rodada
| 23 de outubro | 18:00 | Fluminense-PB | 0–5 | Mixto-PB | CT Ivan Tomaz, João Pessoa |

| 23 de outubro | 19:30 | Liga de Guarabira | 5–0 | Spartax | Bezerrão, Bananeiras |

| 24 de outubro | 15:00 | Botafogo-PB | 11–0 | Serrano-PB | CT Maravilha do Contorno, João Pessoa |

| 24 de outubro | 15:00 | Desportiva Guarabira | 5–0 | Diamante | Benjamin Rosas, Araçagi |

| 24 de outubro | 15:00 | Íbis-PB | 0–3 | Marretinha-PB | Municipal, Caaporã |

Quarta rodada
| 26 de outubro | 10:00 | Spartax | 0–8 | Fluminense-PB | CT Ivan Tomaz, João Pessoa |

| 27 de outubro | 15:00 | Liga de Guarabira | 0–7 | Mixto-PB | Bezerrão, Bananeiras |

| 27 de outubro | 15:00 | Íbis-PB | 0–5 | Desportiva Guarabira | Municipal, Caaporã |

| 28 de outubro | 15:00 | Botafogo-PB | 2–0 | Kashima | CT Maravilha do Contorno, João Pessoa |

| 28 de outubro | 19:00 | Serrano-PB | 15–0 | Diamante | Municipal, Monteiro |

Quinta rodada
| 30 de outubro | 15:00 | Spartax | 0–4 | Íbis-PB | CT Ivan Tomaz, João Pessoa |

| 30 de outubro | 15:00 | Diamante | 0–3 (W.O.) | Kashima | Moraizão, Santa Rita |

| 30 de outubro | 15:00 | Botafogo-PB | 8–0 | Desportiva Guarabira | CT Maravilha do Contorno, João Pessoa |

| 30 de outubro | 18:00 | Marretinha | 1–1 | Fluminense-PB | CT Ivan Tomaz, João Pessoa |

| 30 de outubro | 20:00 | Serrano-PB | 7–3 | Liga de Guarabira | Municipal, Monteiro |

Sexta rodada
| 2 de novembro | 10:00 | Kashima | 16–0 | Íbis-PB | Municipal, Cabedelo |

| 2 de novembro | 15:00 | Mixto-PB | 3–0 | Botafogo-PB | Mangabeirão, João Pessoa |

| 2 de novembro | 15:00 | Fluminense-PB | 2–3 | Serrano-PB | CT do VF4, João Pessoa |

| 2 de novembro | 15:00 | Desportiva Guarabira | 1–3 | Liga de Guarabira | Municipal, Monteiro |

| 3 de novembro | 15:00 | Diamante | 0–16 | Marretinha | Moraizão, Santa Rita |

## Mata-mata
Semifinais
| 9 de novembro | 15:00 | Botafogo-PB | 5–0 | Fluminense-PB | Almeidão, João Pessoa |

| 11 de novembro | 15:00 | Mixto-PB | 6–0 | Kashima-PB | Almeidão, João Pessoa |

Final
| 15 de novembro | 15:30 | Mixto-PB | 5–2 | Botafogo-PB | Almeidão, João Pessoa Público: 425 |

## Premiação
| Paraibano Feminino de 2024  |
| --------------------------- |
| Mixto-PB Campeã (2° título) |